# توماس آرنی
توماس آگوستین آرنی (به انگلیسی: Thomas Augustine Arne) (زاده ۱۲ مارس ۱۷۱۰ لندن - درگذشته ۵ مارس ۱۷۷۸ لندن) آهنگساز انگلستانی سده هجدهم میلادی است.
محبوبیت همه گیر توماس آرنی در زمان حیاتش ثمرهٔ استعداد طبیعی و سرشار او در موسیقی و اقبال عام بود که از آثارش حاصل شد. بدون این استقبال گسترده نبوغ او برای رقابت با هندل و تعداد بسیاری از آهنگسازان ایتالیایی که در قرن هجدهم در لندن می‌زیستند، کافی نبود. شهرت آرنی در حال حاضر بیشتر به آهنگ‌ها و آوازهای میهنی او مانند سرود میهنی «رول بریتانیا» محدود می‌شود.
کارهای اصلی: ۵ اپرا، پانتومیم و دیگر، از آنها: «عشق در یک ده» (۱۷۶۲)، شاهکار او شناخته می‌شود. «پاستیچیو»، «اپرا بالاد» (نوعی اپرا کمیک انگلیسی با آوازهای عامیانه) موسیقی صحنه: ۲ اوراتوریو «مرگ آبل» (۱۷۴۳) و «ژودیت» (۱۷۶۰)، ملودی‌های بسیار و موسیقی برای ارکستر.
اثر انتخابی: «ماسک کوموس» Comus (لویس) (۱۷۳۸).